# Krisztián Ungváry

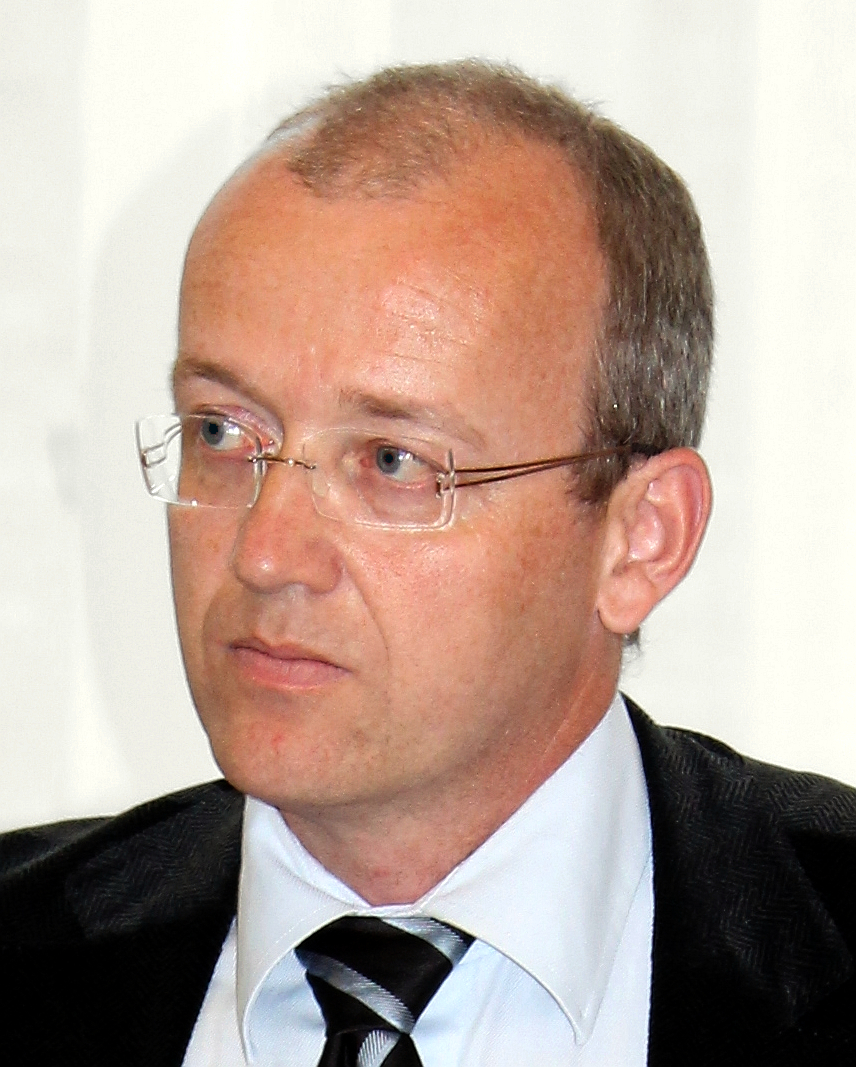
Krisztián Ungváry (2014)

Krisztián Ungváry [ˈkristiaːn ˈuŋɡvaːri] (* 30. Oktober 1969 in Budapest) ist ein ungarischer Historiker und Zeitgeschichtler.

## Leben und Werk
Krisztián Ungváry ist der Sohn des Schriftstellers, Publizisten und Dissidenten Rudolf Ungváry und dessen Ehefrau Éva Monspart und wuchs gemeinsam mit seinen beiden Schwestern in Budapest auf. Schon während seiner Schul- und Studienzeit gewann er mehrere Auszeichnungen für seine geschichtswissenschaftlichen Leistungen.
1993 verbrachte er das Wintersemester dank eines DAAD-Stipendiums in Freiburg im Breisgau, wo er das Freiburger Militärarchiv kennenlernte.
Sein 1998 erschienenes Werk Budapest ostroma (dt. Die Schlacht um Budapest) war in Ungarn ein Bestseller. Die Übersetzungen ins Englische und Deutsche wurden sehr positiv aufgenommen. Mittlerweile ist das Buch auch in China, Rumänien und Russland erschienen. In Deutschland wurde er 1999 als Kritiker der Wehrmachtsausstellung bekannt, über deren Ausrichtung er sich in mehreren Publikationen kritisch äußerte. Wolfgang Struck ordnet Ungvárys Aussagen einer Tendenz in der Kritik an der Ausstellung zu, „die gezeigten Greuel nicht zu leugnen, aber mit einem achselzuckenden ‚so ist das eben im Krieg‘ beiseite zu legen“. 2019 wirkte Ungváry als historischer Berater an dem ungarischen Kriegsfilm Das Licht in den Birkenwäldern von Dénes Nagy mit, der diese Sichtweise bekräftigt.
Ungvárys Primärinteresse gilt der Politik- und Militärgeschichte des 20. Jahrhunderts. Dabei interessiert ihn vor allen Dingen das Verhältnis der Menschen zu ihrer eigenen Geschichte. Daher rührt auch sein Interesse an der Geschichte der Uniformen sowie der Phaleristik (Ordenskunde). Er ist selbst Sammler von Militaria und Mitglied in diesbezüglichen Vereinen.
2023 erhielt er eine Forschungsprofessur am Institut für Geschichtswissenschaft der Universität Miskolc.

## Sonstiges
Ungváry ist Winzer und anerkannter Verkoster. Er besitzt ein zwei Hektar großes Weingut im Tokajer Weingebiet in Olaszliszka. 1998 gewann er eine regionale Auszeichnung.

## Zitat
„Europa hat eine doppelte Vergangenheit: Der Westen hat nur einen Teil der Totalitarismen des 20. Jahrhunderts erlebt. Leider haben westliche Intellektuelle mehr Deutungshoheit über die Geschichte und zeigen manchmal zu wenig Sensibilität für die Opfer des Kommunismus. Ein Demokrat müsste aber die gleiche Distanz zu allen Diktaturen behalten. Die Versuche, eine europäische Erinnerung zu schaffen, ohne die Interessen der Osteuropäer zu berücksichtigen, empfinde ich als geistige Kolonisation.“

## Auszeichnungen
- 2022: Verdienstkreuz am Bande der Bundesrepublik Deutschland[4]

## Publikationen (Auswahl)
- Budapest ostroma, Budapest 1998 (7. Auflage 2013).
  - Die Schlacht um Budapest. Aus dem Ungarischen von Thomas Zöbelin, Zoltán Imre. Herbig, München 1999, ISBN 3-776-62120-6.
- A magyar honvédség a második világháborúban. Budapest 2004 („Die ungarischen Streitkräfte im Zweiten Weltkrieg“).
- mit Gábor Tabajdi: Elhallgatott múlt. A pártállam és a belügy. A politikai rendőrség működése Magyarországon, 1956–1990. Budapest 2008 („Das Wirken der politischen Polizei in Ungarn 1956–1990“).
- Horthy Miklós. A kormányzó és felelőssége. 1920–1944. Budapest 2020  („Die Regentschaft von Miklós Horthy“).